# Mythri
Mythri è un film del 2015 diretto da B. M. Giriraj.

## Trama
Siddarama è un abitante dei bassifondi, ma un ragazzo molto intelligente. Vive con sua madre che lavora in una fabbrica di agarbatti (incenso) per far quadrare i conti. Uno degli scherzi lo porta al blocco della polizia e sua madre chiede aiuto a Gooli Prathapa, una donnaiolo che gestisce affari umani e ha anche ambizioni politiche. Una volta rilasciato Siddarama, Gooli mette gli occhi sulla madre di Siddarama.
Sidda è anche un grande fan di Puneeth Rajkumar e classe di cuccette per vedere le sue riprese della sua stella preferita. Durante le riprese ha anche la possibilità di interagire con Puneeth e condividere il suo album. Più tardi vediamo Sidda nel carcere minorile, il cui guardiano è molto severo. Sidda sviluppa buoni rapporti con il suo compagno di prigione Johnson; il suo Johnson che vede il potenziale di Sidda per ottenere grandi risultati nella vita. Mentre la storia avanza, vediamo Sidda che viene selezionata per Karunada Kotyadipathi ospitata da Puneeth e che si trova a un passo dal vincere Rs. 1 Crore. Questo è quando lo scienziato DRDO Mahadev Ghodke incontra Puneeth e gli chiede di non continuare lo spettacolo come Sidda è colui che ha ucciso suo figlio. Puneeth in stato di shock dice che non è nelle sue mani farlo, Mahadev esprime la sua infelicità e se ne va a casa. Mahadev organizza un piano per uccidere Gooli Prathap costruendo una bomba e raggiunge anche l'ufficio di Gooli con una bomba. Allo stesso tempo Puneeth chiede a Sidda l'ultima domanda a cui non sarà in grado di rispondere e usa l'opzione 'Phone-a-friend' e Puneeth chiama Mahadev per aiutare Sidda con la risposta. Mahadev, senza pregiudizi, dà la risposta giusta, e Sidda va avanti per spiegare come sia stato incastrato nell'omicidio della banda di Gooli. Ascoltando questo, Mahadev lascia l'ufficio di Gooli e la bomba esplode mentre lo scagnozzo di Gooli controlla il contenuto della valigia che uccide Gooli. Mahadev adotta Sidda.

## Colonna sonora
1. Monisha, Chorus – Hudugatave Hudukatavo – 4:32
2. Ilaiyaraaja, Bhavatharini – Idu Yaava Lokavo – 4:47
3. Anitha, Monisha, Nancy – Geluvu Onde Lekka – 4:42
4. Shravan, Monisha – Aakasha Meluntu – 5:01
5. Kailash Kher – Chandranenu Chanda – 5:32
6. Ilaiyaraaja – Vishalavada Hrudaya